# Ammophila picipes
Ammophila picipes är en biart som beskrevs av Cameron 1888. Ammophila picipes ingår i släktet Ammophila och familjen grävsteklar. Inga underarter finns listade i Catalogue of Life.